# Stuor Tuvva
Stuor Tuvva är en sjö i Gällivare kommun i Lappland och ingår i Luleälvens huvudavrinningsområde. Sjön har en area på 2,8 kvadratkilometer och ligger 507 meter över havet. Stuor Tuvva ligger i Sjaunja Natura 2000-område.

## Delavrinningsområde
Stuor Tuvva ingår i det delavrinningsområde (749217-162882) som SMHI kallar för Utloppet av Stuor Tuvva. Medelhöjden är 538 meter över havet och ytan är 12,62 kvadratkilometer. Det finns inga avrinningsområden uppströms utan avrinningsområdet är högsta punkten. Vattendraget som avvattnar avrinningsområdet har biflödesordning 3, vilket innebär att vattnet flödar genom totalt 3 vattendrag innan det når havet efter 327 kilometer. Avrinningsområdet består mestadels av skog (62 procent). Avrinningsområdet har 2,93 kvadratkilometer vattenytor vilket ger det en sjöprocent på 23,2 procent.